# Guitar Player
Guitar Player ist eine amerikanische Zeitschrift für Gitarristen, die 1967 gegründet wurde. Sie enthält Beiträge über Gitarristen, Lektionen, Equipment- und Musik-Rezensionen.
Gitarristen wie Walter Becker oder Ted Greene schrieben für das Magazin.

## Inhalt
Eine typische Ausgabe von Guitar Player enthält ausführliche Künstlerberichte, ausführliche Lektionen, Rezensionen zu Ausrüstung und Musik, Briefe an das Magazin und verschiedene Artikel auf der Titelseite des Buches.

## Guitar Player TV
Im Mai 2006 begann das Music Player Network in Zusammenarbeit mit TrueFire TV einen internetbasierten Fernsehsender für Gitarristen. Er bietet ähnliche Inhalte wie das Magazin, wie zum Beispiel Interviews und Lektionen. Guitar Player TV wird durch Werbung und Sponsoring kostenlos zur Verfügung gestellt.

## Guitar competitions
Guitar Player hat einen jährlichen Wettbewerb, der jetzt „Guitar Superstar“ heißt (früher „Guitar Hero Wettbewerb“).